# グラント・シティ駅
グラント・シティ駅（グラント・シティえき、英語：Grant City）は、スタテンアイランドのグラント・シティにあるスタテンアイランド鉄道の駅である。

## 駅構造
| M          | 跨線橋                       | 出入口、ホーム間連絡通路                                                   |
| G          | 地上階                       | 駅舎、出入口、バス、駐車場                                                 |
| P ホーム階 | 相対式ホーム、右側ドアが開く | 相対式ホーム、右側ドアが開く                                               |
| P ホーム階 | 南行                         | ← トッテンヴィル駅ゆき（ニュー・ドープ駅） ← 急行列車：通過                |
| P ホーム階 | 北行                         | → セント・ジョージ駅ゆき（ジェファーソン・アベニュー駅）→ 急行列車：通過 → |
| P ホーム階 | 相対式ホーム、右側ドアが開く |                                                                            |

2面の相対式ホームを持ち、壁はアクアグリーン。2つの出口があり、北口はリンカン・アベニューに通じて、通りと同じ高さにレンガ造りの駅舎がある。また、ホームの中間にある出口は、フリーモント・アベニューに通じ、上下線のホームを結ぶ橋としても利用される。駅の内部にベンチはない。

## バス接続
S51、S81